# 小牧まり
小牧 まり（こまき まり、1947年2月7日 - ）は、日本の歌手。

## 人物
東京都出身。東京藝術大学声楽科卒業。カンツォーネを中心にポピュラーソングを歌い始める。
その後、NHK教育『なかよしリズム』にレギュラー出演。同時に、キングレコード専属となり、童謡を中心に『河村光陽童謡名曲集』『赤い鳥傑作集』などの作品をリリース。その他、TV・CM・舞台などにも出演。主な出演に、舞台『小さなエバ・歌のステージ』、ミュージカル『小さなエバ』『さすらいのジェニー』など。

## 代表作品
- レコード『四季の抒情』
- レコード『赤い鳥傑作集』